# Mazerolles (Charente)
Pour les articles homonymes, voir Mazerolles.
Mazerolles (Maseròlas en limousin, dialecte occitan) est une commune du Sud-Ouest de la France, située dans le département de la Charente (région Nouvelle-Aquitaine).
Ses habitants sont les Mazerollois et les Mazerolloises.

## Géographie

### Localisation et accès
Mazerolles est une commune de la Charente limousine située à 4 km au sud-ouest de Montembœuf,  son chef-lieu de canton, et 31 km à l'est d'Angoulême.
Elle est aussi à 9 km au nord de Montbron, 11 km à l'est de La Rochefoucauld et 32 km au sud de Confolens.
Les routes principales traversant la commune sont la D 13, axe est-ouest de La Rochefoucauld (puis Angoulême) à Rochechouart, et la D 16, route de Confolens à Montmoreau qui va de l'Arbre (D 13) à Montbron.
D'autres routes départementales moins importantes passent dans la commune, en particulier la D 173 qui va de l'Arbre, passe au bourg et continue vers Chasseneuil, la D 110, à l'ouest de la commune, qui va vers Saint-Sornin et continue vers Angoulême (les Favrauds). Cette dernière route suit la ligne de crête du massif de l'Arbre et d'Orgedeuil.

### Hameaux et lieux-dits
La commune compte de nombreux hameaux, et le bourg n'est pas plus important qu'un de ceux-ci.
Les plus importants sont : 
- l'Arbre est situé au carrefour de la D 13, D 16 (route de Montbron), D 173 et D 397, et une petite partie est dans la commune de Rouzède ;
- le Mas, situé non loin du carrefour de la D 13 et de la D 110 (route de Saint-Sornin). C'est là qu'est située la salle des fêtes.
- Condadeuil et Puyponchet, situés au nord.
- Brie

Les autres lieux-dits et fermes sont :
- la Croix de Paille
- Rochebertier
- Brugéras
- les Chevailles
- les Fareaux
- Écossas
- les Plats
- la Cadois
- Chez Coutières
- Parpelat
- Fontbelonne
- les Fayards
- les Cinq Châtaigniers
- Chez Broche
- les Landes
- Puy de Beaumont
- les Petites Roudelières
- la Petite Grelière
- Beau Soleil
- le Maine au Brun
- les Parcoutières
- le Moulin de Mazerolles

### Communes limitrophes
| Saint-Adjutory      | Montembœuf |            |
| Yvrac-et-Malleyrand | Mazerolles | Le Lindois |
| Orgedeuil           | Montbron   | Rouzède    |

### Géologie et relief

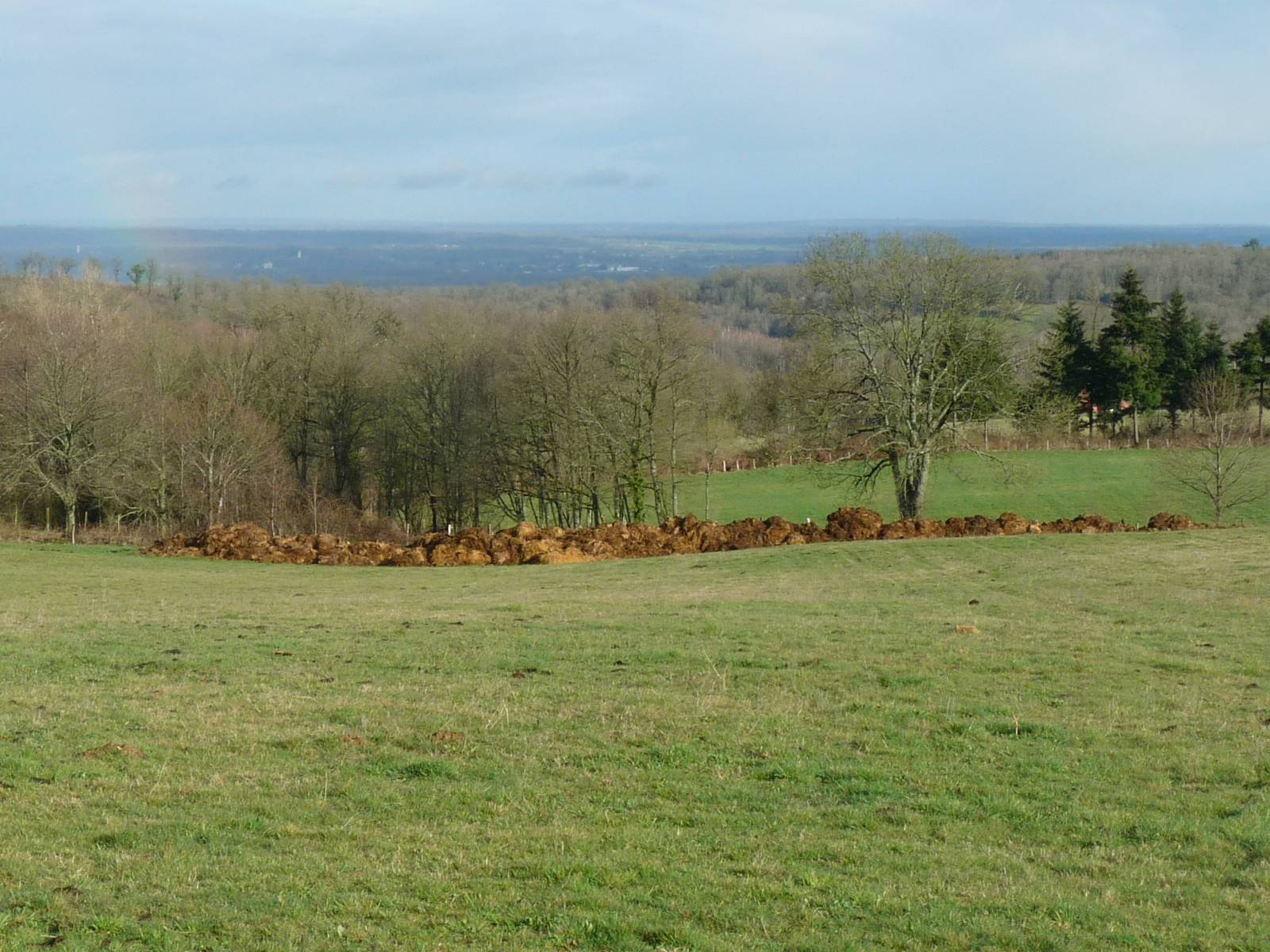
Large panorama depuis la route du Mas.

La commune de Mazerolles se trouve sur les premiers monts du Massif central en venant de l'océan. L'altitude y est relativement élevée car on dépasse couramment les 300 m d'altitude. De plus, la commune est sur un promontoire de ce massif dirigé vers l'ouest, appelé Massif de l'Arbre, d'où on a un immense point de vue aussi bien vers le sud, le nord et l'ouest. Cette chaîne forme une crête qui ne descend doucement vers l'ouest que vers Saint-Sornin, et vers l'est se soude au reste du massif de la Charente limousine.
La sous-sol de la commune est principalement composé de micaschiste, qui est la formation la plus occidentale du Massif central. Le quart occidental et la bordure sud sont composés d'altérite et argile rouge à silex, roche détritique de l'époque tertiaire et coulées de ce massif,,.
Longtemps Mazerolles a été connue comme abritant le point culminant de la Charente au lieu-dit l'Arbre (353 m), situé près de la D 13. Au XIXe siècle, ce point était appelé le signal de Mazerolles. En fait le point culminant du département est le rocher aux Oiseaux, en limite de la Haute-Vienne, dans la commune de Montrollet (368 m).
Le bourg est sur une hauteur de 330 m d'altitude. Le point le plus bas de la commune est à 207 m, situé sur la Bellonne en limite nord-ouest.

### Hydrographie

#### Réseau hydrographique

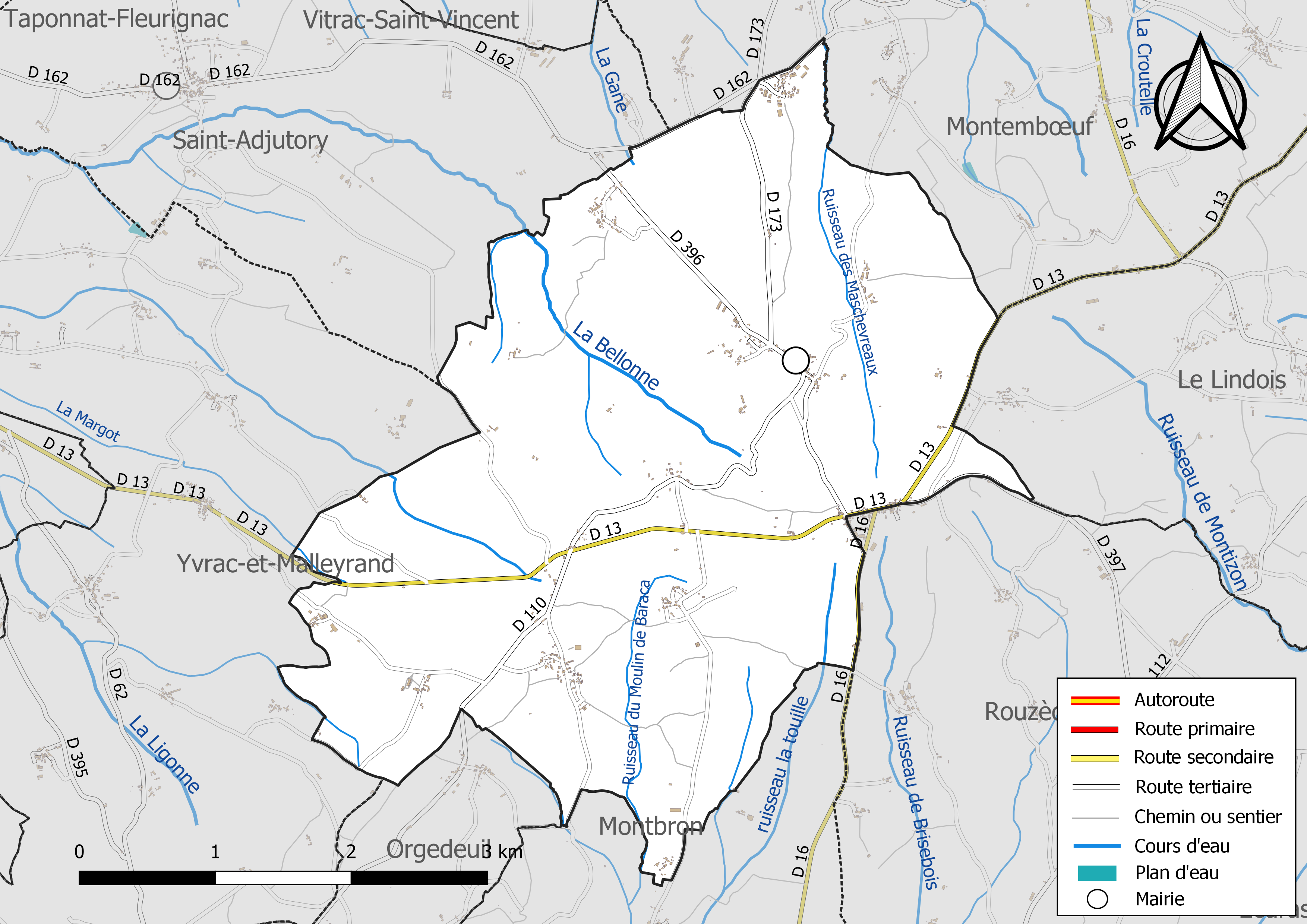
Réseaux hydrographique et routier de Mazerolles.

La commune est située dans le bassin versant de la Charente au sein du Bassin Adour-Garonne. Elle est drainée par la Bellonne, la Gane, le ruisseau la touille, la Margot, le ruisseau des Maschevreaux le ruisseau du Moulin de Baraca et par divers petits cours d'eau, qui constituent un réseau hydrographique de 14 km de longueur totale,.
La commune est principalement située sur la crête de l'Arbre, et des nombreux ruisseaux en descendent aussi bien vers le nord vers la Bonnieure que vers le sud vers la Tardoire.
La Bellonne, petit affluent de la Tardoire, prend sa source non loin de l'Arbre en bas de Fontbellonne et se dirige vers le nord-ouest en passant à l'ouest du bourg.
Le ruisseau de la Fontaine des Fayards appelé plus en aval ruisseau de Maschevraux prend sa source à l'est du bourg et se dirige vers le nord. Plus en aval, il formera le Rivaillon qui passe à Vitrac-Saint-Vincent puis se jettera dans la Bonnieure. Tous ces ruisseaux sont dans le bassin de la Charente.
Le relief et la nature imperméable du sol permettent aussi de faire de nombreuses petites retenues d'eau.

#### Gestion des eaux
Le territoire communal est couvert par le schéma d'aménagement et de gestion des eaux (SAGE) « Charente ». Ce document de planification, dont le territoire correspond au bassin de la Charente, d'une superficie de 9 300 km2, a été approuvé le 19 novembre 2019. La structure porteuse de l'élaboration et de la mise en œuvre est l'établissement public territorial de bassin Charente. Il définit sur son territoire les objectifs généraux d’utilisation, de mise en valeur et de protection quantitative et qualitative des ressources en eau superficielle et souterraine, en respect des objectifs de qualité définis dans le troisième SDAGE  du Bassin Adour-Garonne qui couvre la période 2022-2027, approuvé le 10 mars 2022.

### Climat
Le climat est océanique aquitain dégradé. De par sa géologie et son altitude, Mazerolles appartient à la Charente limousine et aux "terres froides" (par opposition aux "terres chaudes" calcaires de l'ouest du département), les hivers y sont plus rigoureux et les étés plus frais. Exposé aux vents d'ouest, les précipitations y sont aussi plus nombreuses.

### Végétation
La commune est assez boisée, principalement par des bois de châtaigniers. Le reste de la commune est occupé par des prés où l'on fait de l'élevage, principalement des vaches limousines, et aussi par de nombreuses pépinières.

## Urbanisme

### Typologie
Au 1er janvier 2024, Mazerolles est catégorisée commune rurale à habitat très dispersé, selon la nouvelle grille communale de densité à 7 niveaux définie par l'Insee en 2022.
Elle est située hors unité urbaine et hors attraction des villes,.

### Occupation des sols
L'occupation des sols de la commune, telle qu'elle ressort de la base de données européenne d’occupation biophysique des sols Corine Land Cover (CLC), est marquée par l'importance des territoires agricoles (60,6 % en 2018), en augmentation par rapport à 1990 (59,8 %). La répartition détaillée en 2018 est la suivante : 
forêts (39,4 %), prairies (33 %), zones agricoles hétérogènes (25,7 %), terres arables (1,8 %). L'évolution de l’occupation des sols de la commune et de ses infrastructures peut être observée sur les différentes représentations cartographiques du territoire : la carte de Cassini (XVIIIe siècle), la carte d'état-major (1820-1866) et les cartes ou photos aériennes de l'IGN pour la période actuelle (1950 à aujourd'hui).

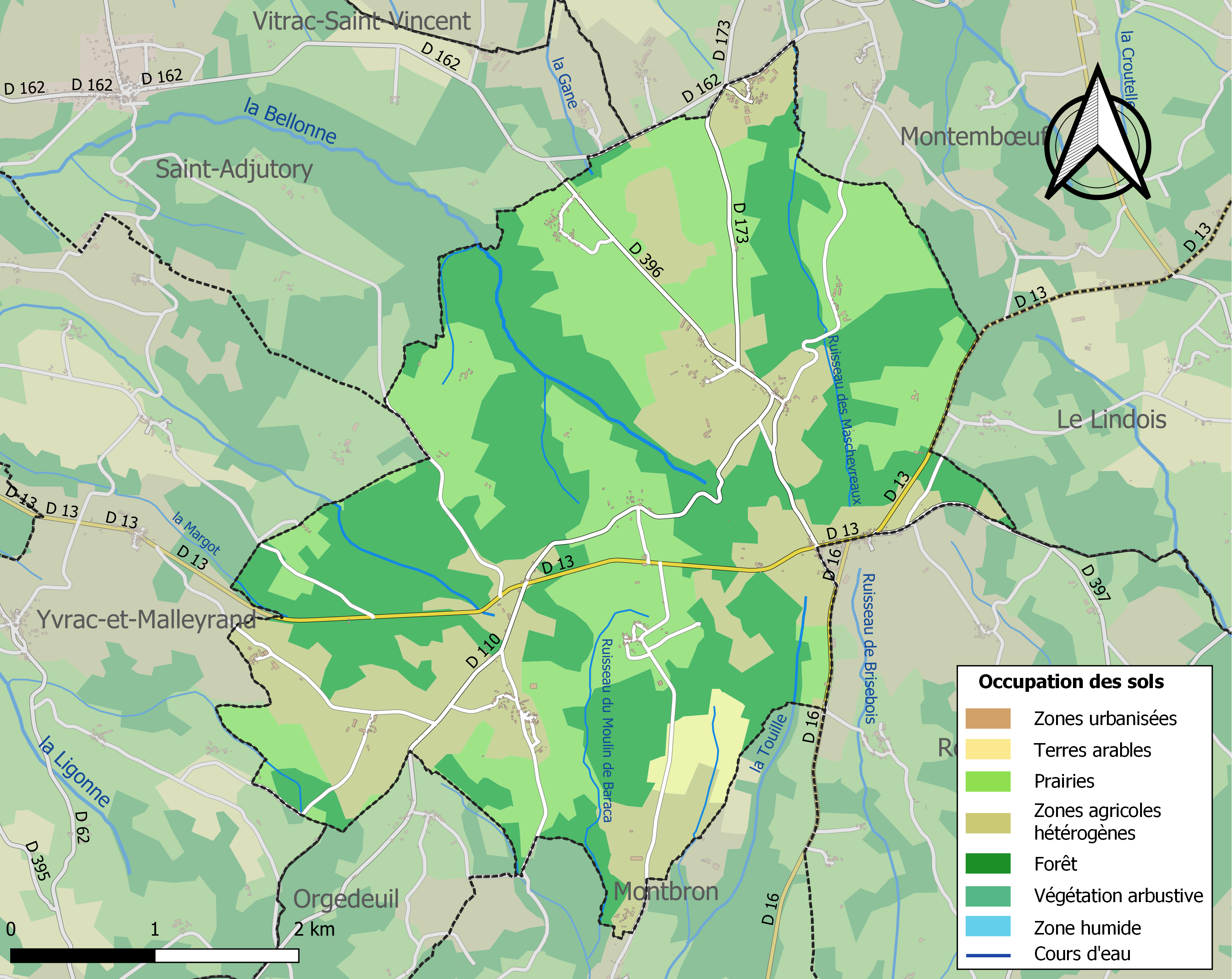
Carte des infrastructures et de l'occupation des sols de la commune en 2018 (CLC).

### Risques majeurs
Le territoire de la commune de Mazerolles est vulnérable à différents aléas naturels : météorologiques (tempête, orage, neige, grand froid, canicule ou sécheresse) et séisme (sismicité faible). Un site publié par le BRGM permet d'évaluer simplement et rapidement les risques d'un bien localisé soit par son adresse soit par le numéro de sa parcelle.

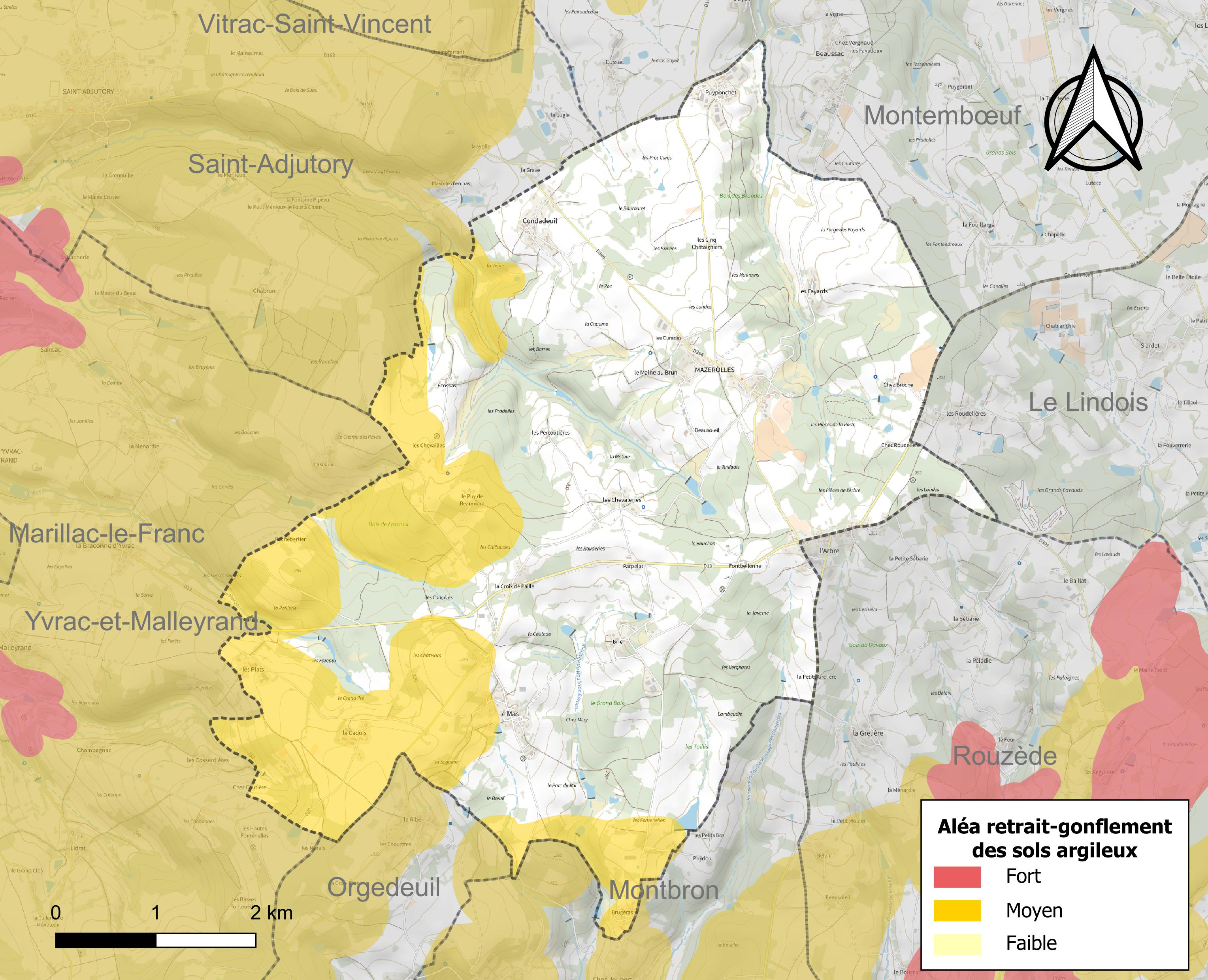
Carte des zones d'aléa retrait-gonflement des sols argileux de Mazerolles.

Le retrait-gonflement des sols argileux est susceptible d'engendrer des dommages importants aux bâtiments en cas d’alternance de périodes de sécheresse et de pluie. 24,4 % de la superficie communale est en aléa moyen ou fort (67,4 % au niveau départemental et 48,5 % au niveau national). Sur les 222 bâtiments dénombrés sur la commune en 2019,  33 sont en aléa moyen ou fort, soit 15 %, à comparer aux 81 % au niveau départemental et 54 % au niveau national. Une cartographie de l'exposition du territoire national au retrait gonflement des sols argileux est disponible sur le site du BRGM,.
Par ailleurs, afin de mieux appréhender le risque d’affaissement de terrain, l'inventaire national des cavités souterraines permet de localiser celles situées sur la commune.
La commune a été reconnue en état de catastrophe naturelle au titre des dommages causés par les inondations et coulées de boue survenues en 1982, 1983 et 1999. Concernant les mouvements de terrains, la commune a été reconnue en état de catastrophe naturelle au titre des dommages causés par des mouvements de terrain en 1999.

## Toponymie
Une forme ancienne est Mazerollis en 1281.
Le nom de Mazerolles, comme Mazières, a pour origine le latin maceriae qui signifie « ruines », et par extension « masure », et d'où dérivent de nombreux noms de lieux en France. Mazerolles est un dérivé, avec suffixe augmentatif occitan -ola, donnant *Maceriolas,.

### Langues
La commune est dans la partie occitane de la Charente qui en occupe le tiers oriental, et le dialecte est limousin. Elle se nomme Maseròlas en occitan.

## Histoire
Une voie ancienne, gauloise et romaine, d'Angoulême à Limoges, dite le chemin des Anglais, montait de Vilhonneur et rejoignait la voie d'Agrippa Saintes-Lyon près de Mouzon. Elle passait sur la crête. Non loin du Mas, aux Châtelars, près de la voie, se trouvait un exploratorium romain, dont on pouvait encore voir des vestiges au XIXe siècle,.
Au bourg de Mazerolles, on trouve un tumulus conique avec un large fossé circulaire, qui serait une motte castrale qui aurait servi à protéger le château disparu à côté duquel elle se trouvait placée, : la motte castrale de Mazerolles serait ainsi un vestige de la forteresse de Mazerolles («  fortalicia [...] de Mazerollis »), qui est mentionnée dans la seconde moitié du XIIIe siècle comme une possession des seigneurs de Montbron. Elle formait, avec la forteresse de Manteresse (au lieu-dit la Tour de Monteresse, commune de Montbron), l'un des ouvrages défensifs protégeant la seigneurie.
Sous l'Ancien Régime, Mazerolles faisait partie avec les paroisses de Suaux, Cherves, Châtelars et Rouzède de la baronnie de Manteresse, réunie en 1528 à celle de Montbron après son achat par Anne de Montmorency. Les baronnies de Manteresse et de Montbron sont vendues à la famille Loménie de Brienne en 1637, puis vendues à Étienne Chérade, comte de Montbron et de Marthon, en 1699.
Les plus anciens registres paroissiaux ne remontent pas avant 1737.
Le territoire de la commune comportait des dépôts superficiels de fer à l'image de ce que l'on retrouve dans l'est du département ou dans la zone limitrophe du Limousin. Une forge fonctionnant à partir de l'énergie hydraulique disponible par le débit créé en sortie d'un réseau d'étangs artificiels est attestée sur le lieu-dit des Fayards au XIXe siècle.
Pendant la première moitié du XXe siècle, la commune était desservie par la petite ligne ferroviaire d'intérêt local à voie métrique des Chemins de fer économiques des Charentes allant d'Angoulême à Roumazières par Montbron appelée le Petit Mairat. La gare était à 1,5 km du bourg.

## Politique et administration
| Période                                  | Période  | Identité               | Étiquette | Qualité              |
| ---------------------------------------- | -------- | ---------------------- | --------- | -------------------- |
| Les données manquantes sont à compléter. |          |                        |           |                      |
| 2001                                     | 2008     | Roger Trichard         |           | Ingénieur-technicien |
| 2008                                     | 2020     | Michel Coq             |           | Traducteur technique |
| 2020                                     | En cours | Jean-Christophe Naudon |           |                      |

## Démographie

### Évolution démographique
L'évolution du nombre d'habitants est connue à travers les recensements de la population effectués dans la commune depuis 1793. Pour les communes de moins de 10 000 habitants, une enquête de recensement portant sur toute la population est réalisée tous les cinq ans, les populations de référence des années intermédiaires étant quant à elles estimées par interpolation ou extrapolation. Pour la commune, le premier recensement exhaustif entrant dans le cadre du nouveau dispositif a été réalisé en 2008.

En 2022, la commune comptait 305 habitants, en évolution de −3,17 % par rapport à 2016 (Charente : −0,48 %, France hors Mayotte : +2,11 %).
| 1793 | 1800 | 1806 | 1821 | 1831 | 1841 | 1846  | 1851 | 1856 |
| ---- | ---- | ---- | ---- | ---- | ---- | ----- | ---- | ---- |
| 762  | 925  | 757  | 785  | 999  | 971  | 1 004 | 967  | 945  |

| 1861 | 1866 | 1872 | 1876 | 1881 | 1886 | 1891 | 1896 | 1901 |
| ---- | ---- | ---- | ---- | ---- | ---- | ---- | ---- | ---- |
| 915  | 945  | 858  | 864  | 822  | 901  | 881  | 809  | 809  |

| 1906 | 1911 | 1921 | 1926 | 1931 | 1936 | 1946 | 1954 | 1962 |
| ---- | ---- | ---- | ---- | ---- | ---- | ---- | ---- | ---- |
| 784  | 721  | 622  | 635  | 602  | 554  | 496  | 452  | 442  |

| 1968 | 1975 | 1982 | 1990 | 1999 | 2006 | 2008 | 2013 | 2018 |
| ---- | ---- | ---- | ---- | ---- | ---- | ---- | ---- | ---- |
| 404  | 331  | 309  | 309  | 311  | 324  | 328  | 329  | 296  |

| 2022 | - | - | - | - | - | - | - | - |
| ---- | - | - | - | - | - | - | - | - |
| 305  | - | - | - | - | - | - | - | - |

### Pyramide des âges
La population de la commune est relativement âgée.
En 2018, le taux de personnes d'un âge inférieur à 30 ans s'élève à 18,9 %, soit en dessous de la moyenne départementale (30,2 %). À l'inverse, le taux de personnes d'âge supérieur à 60 ans est de 45,9 % la même année, alors qu'il est de 32,3 % au niveau départemental.
En 2018, la commune comptait 146 hommes pour 150 femmes, soit un taux de 50,68 % de femmes, légèrement inférieur au taux départemental (51,59 %).
Les pyramides des âges de la commune et du département s'établissent comme suit.
| Hommes | Classe d’âge | Femmes |
| ------ | ------------ | ------ |
| 1,4    | 90 ou +      | 5,3    |
| 10,3   | 75-89 ans    | 17,3   |
| 28,8   | 60-74 ans    | 28,7   |
| 25,3   | 45-59 ans    | 19,3   |
| 13,7   | 30-44 ans    | 12,0   |
| 5,5    | 15-29 ans    | 10,0   |
| 15,1   | 0-14 ans     | 7,3    |

| Hommes | Classe d’âge | Femmes |
| ------ | ------------ | ------ |
| 1      | 90 ou +      | 2,7    |
| 9,2    | 75-89 ans    | 12     |
| 20,6   | 60-74 ans    | 21,3   |
| 20,7   | 45-59 ans    | 20,3   |
| 16,8   | 30-44 ans    | 16     |
| 15,6   | 15-29 ans    | 13,4   |
| 16,1   | 0-14 ans     | 14,3   |

## Économie
Mazerolles est une commune à vocation principalement agricole. Le secteur est constitué de petites exploitations individuelles. L’activité se partage entre l'exploitation forestière (châtaigniers en taillis), l'élevage, principalement des vaches limousines, et aussi quelques importantes pépinières. Quelques entreprises liées au secteur du bâtiment se sont récemment implantées sur la commune.

## Équipements, services et vie locale

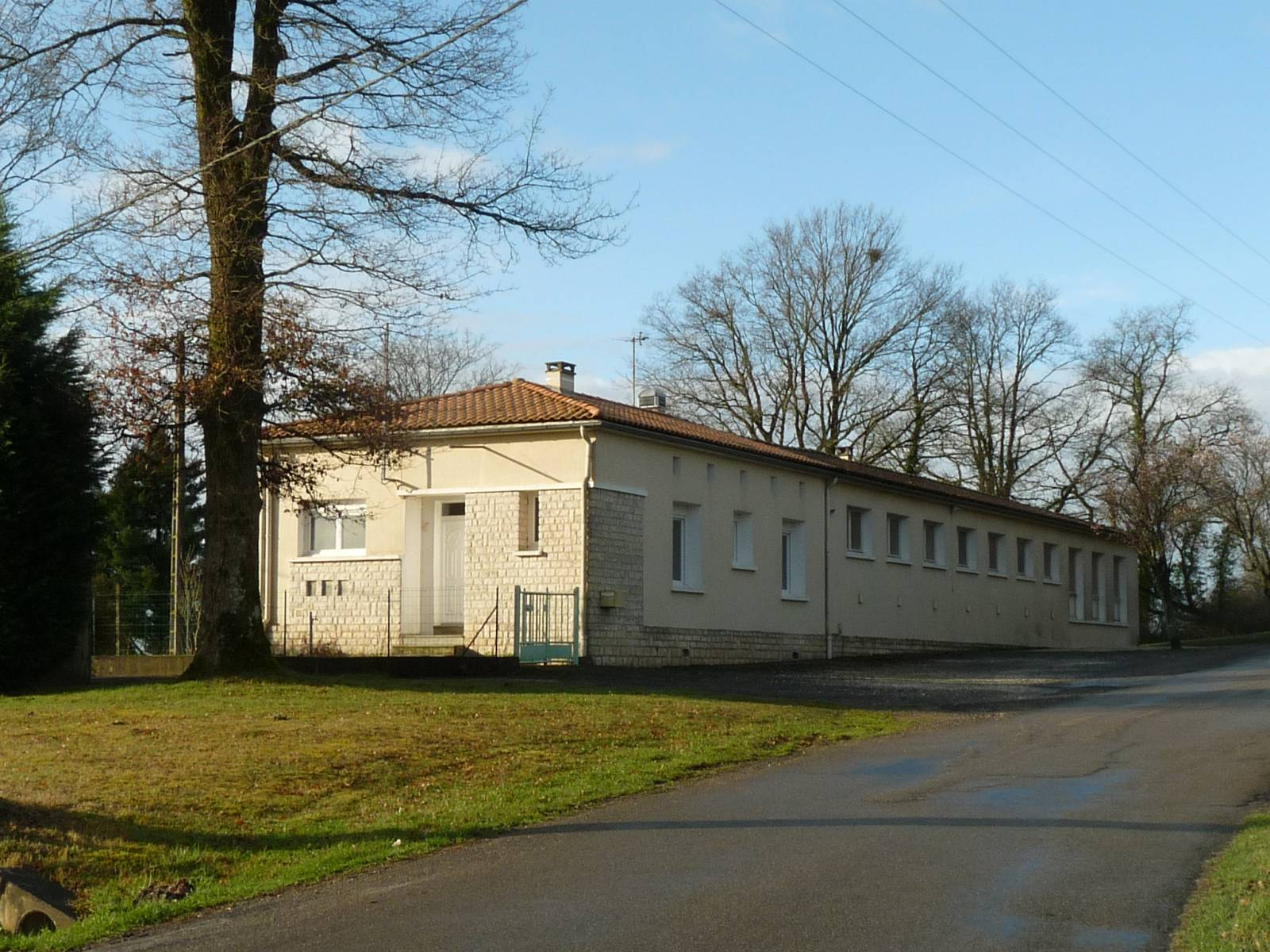
La salle des fêtes au Mas.

### Enseignement
L'école est un RPI entre Le Lindois, Mazerolles et Roussines. Roussines accueille l'école maternelle, et Le Lindois et Mazerolles les écoles élémentaires. L'école de Mazerolles comporte une seule classe. Le secteur du collège est Montembœuf.

## Lieux et monuments

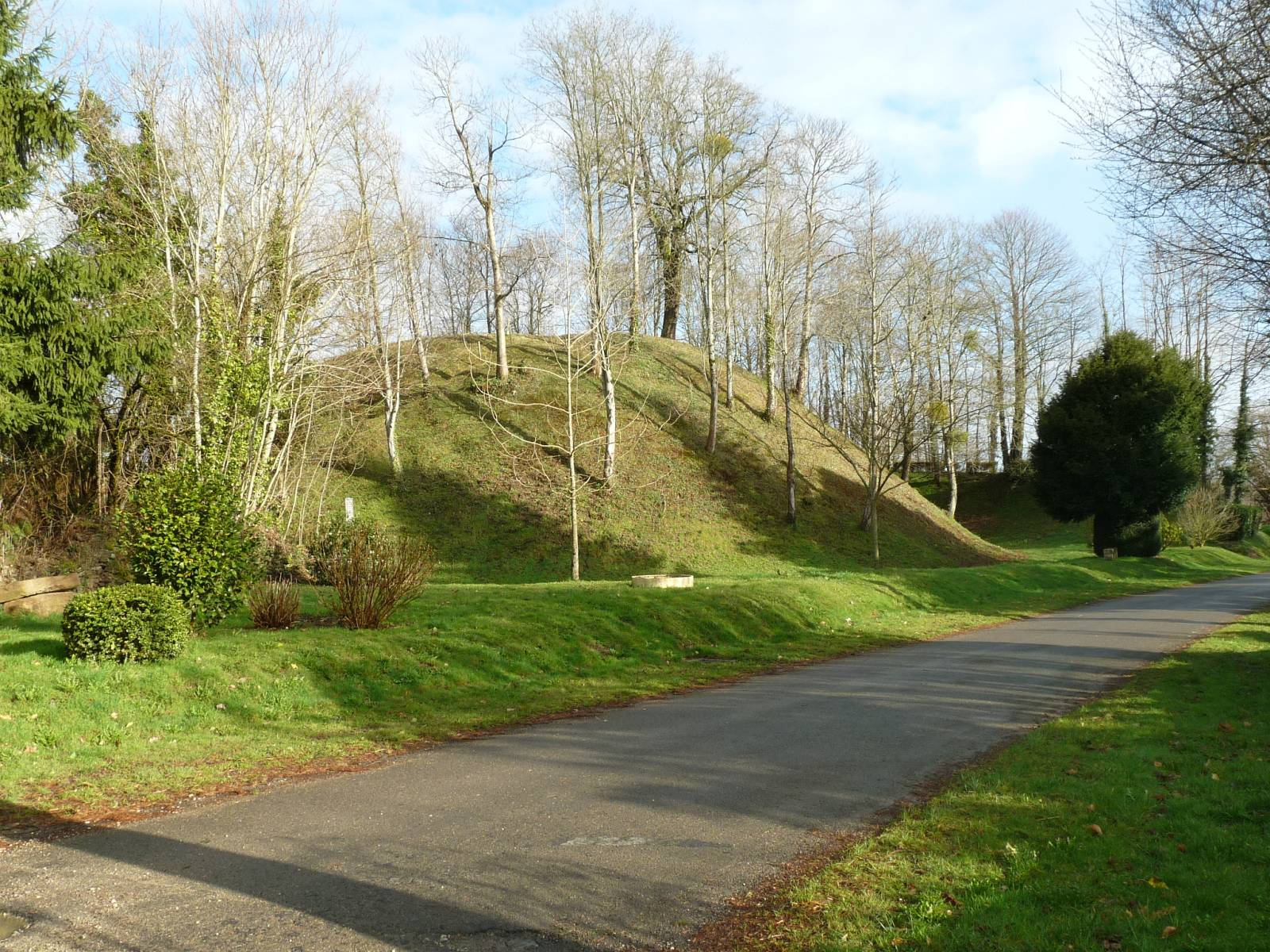
Motte féodale derrière l'église.

- La motte féodale du Moyen Âge siècle est située derrière l'église. Elle fait 20 m de hauteur et 25 m de diamètre à la base. Elle est entourée d'un fossé et d'un talus, rogné par la route. Elle protégeait l'ancien château, en ruines, du même côté de la route et avant l'église. Michon l'appelle logis de Mazerolles; il daterait du XVe siècle, était fortifié et entouré de douves[44]. Il tombe en ruines après la Révolution[32].

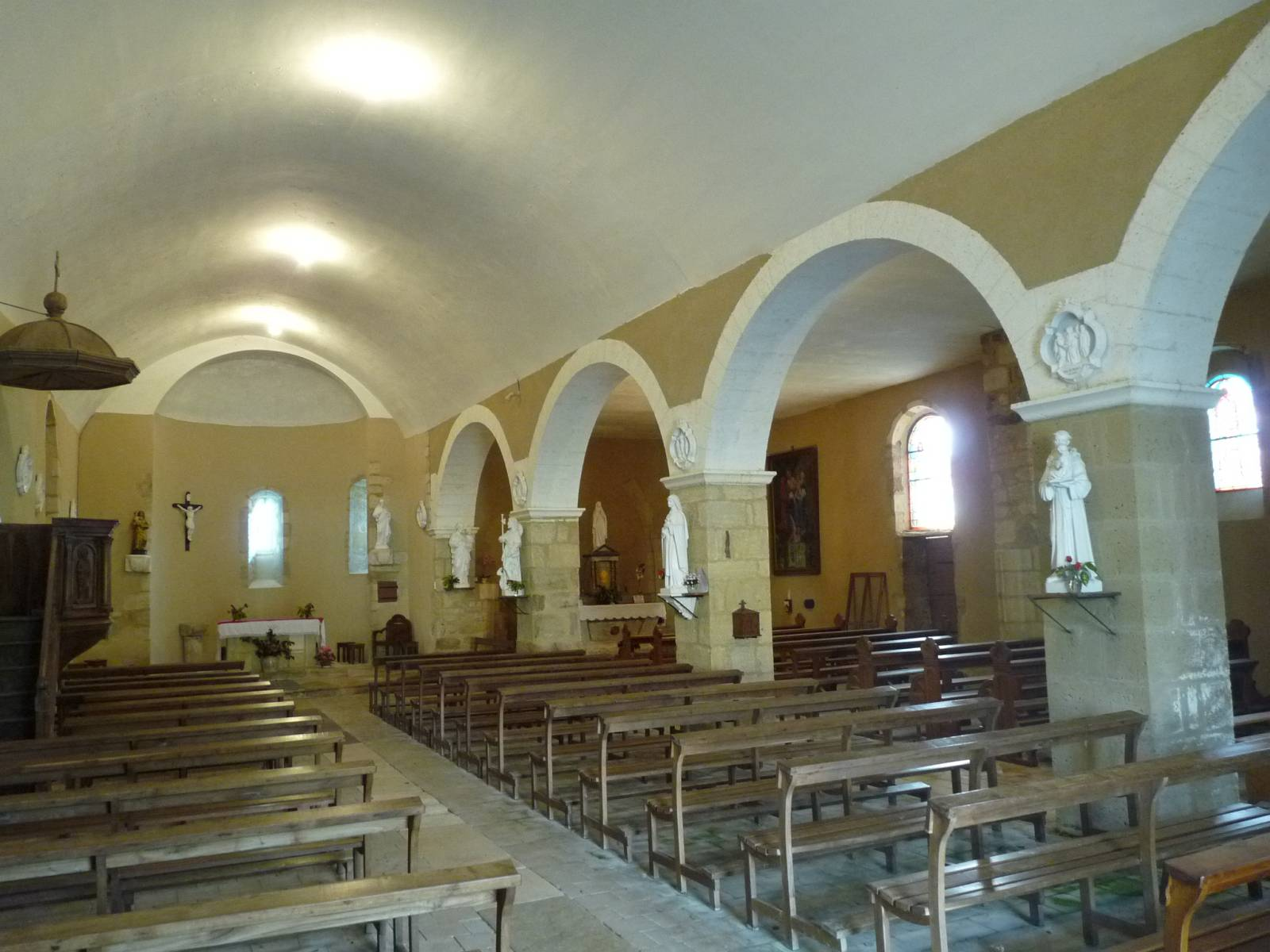
L'intérieur de l'église avec sa nef latérale.

- L'église paroissiale Notre-Dame date du XIIe siècle. Toute en granit, elle a été restaurée en 1855 et la nef a été élargie au sud

- Point de vue : voir le planimètre situé en face de l'église de Mazerolles.